# Acca macrostema
Acca macrostema är en myrtenväxtart som först beskrevs av Hipólito Ruiz López, Pav. och George Don jr, och fick sitt nu gällande namn av Mcvaugh. Acca macrostema ingår i släktet Acca och familjen myrtenväxter. Inga underarter finns listade i Catalogue of Life.